# The Climbers
Pour plus de détails, voir Fiche technique et Distribution.
The Climbers (攀登者, Pan deng zhe, litt. « Les Grimpeurs ») est un film dramatique chinois réalisé par Daniel Lee et sorti en 2019 en Chine,. Il s'inspire de l'histoire vraie de deux ascensions de l'Everest par deux générations d'alpinistes chinois depuis la dangereuse face nord en 1960 et 1975.
Il totalise plus de 150 millions $ au box-office chinois de 2019,.

## Synopsis
Mai 1960. Les quatre membres des China Everest Climbing Commandos attaquent la section la plus difficile du mont Everest. C'est leur cinquième tentative.

## Fiche technique
- Titre original : 攀登者
- Titre international : The Climbers
- Réalisation : Daniel Lee
- Scénario : Alai
- Production : Tsui Hark, Ren Zhonglun et Zeng Peishan
- Société de production et de distribution : Shanghai Film Group (en)
- Pays d’origine :  Chine
- Langue originale : mandarin
- Format : couleur
- Genres : drame
- Durée : 125 minutes
- Date de sortie :
  - Chine : 30 septembre 2019

## Distribution
- Wu Jing : Fang Wuzhou
- Zhang Ziyi : Xu Ying
- Zhang Yi (en) : Qu Songlin
- Jing Boran : Li Guoliang
- Hu Ge : Yang Guang
- Wang Jingchun : Zhao Chun
- Chen Long : Lin Jie
- He Lin (en) : Zhao Hong
- Jackie Chan : Yang Guang (vieux)
- Choenyi Tsering (en) : Pivoine noire
- Liu Xiaofeng
- Tobgyal (en) : un moine bouddhiste tibétain
- Lawang Lop : Jiebu

## Production
Avant le tournage du film, l'acteur Wu Jing a suivi un entraînement de tolérance au froid de 2 semaines sur le mont Gangshka dans le xian autonome hui de Menyuan de la province du Qinghai.
Le tournage débute en février 2019 et se termine fin avril 2019. La majeure partie du film est tournée dans la région autonome du Tibet.
Le 16 février 2019, l'actrice Zhang Ziyi annonce sur Sina Weibo que Wu Jing, Zhang Yi, Jing Boran et He Lin ont rejoint la distribution. Le 1er mars, Hu Ge et Jackie Chan rejoignent le film dans lequel Zhang Ziyi joue une météorologiste.